# Parafia Miłosierdzia Bożego w Augustowie
Parafia Miłosierdzia Bożego w Augustowie – rzymskokatolicka parafia leżąca w dekanacie Augustów - św. Bartłomieja Apostoła, należącym do diecezji ełckiej.